# Landkreis Weimarer Land

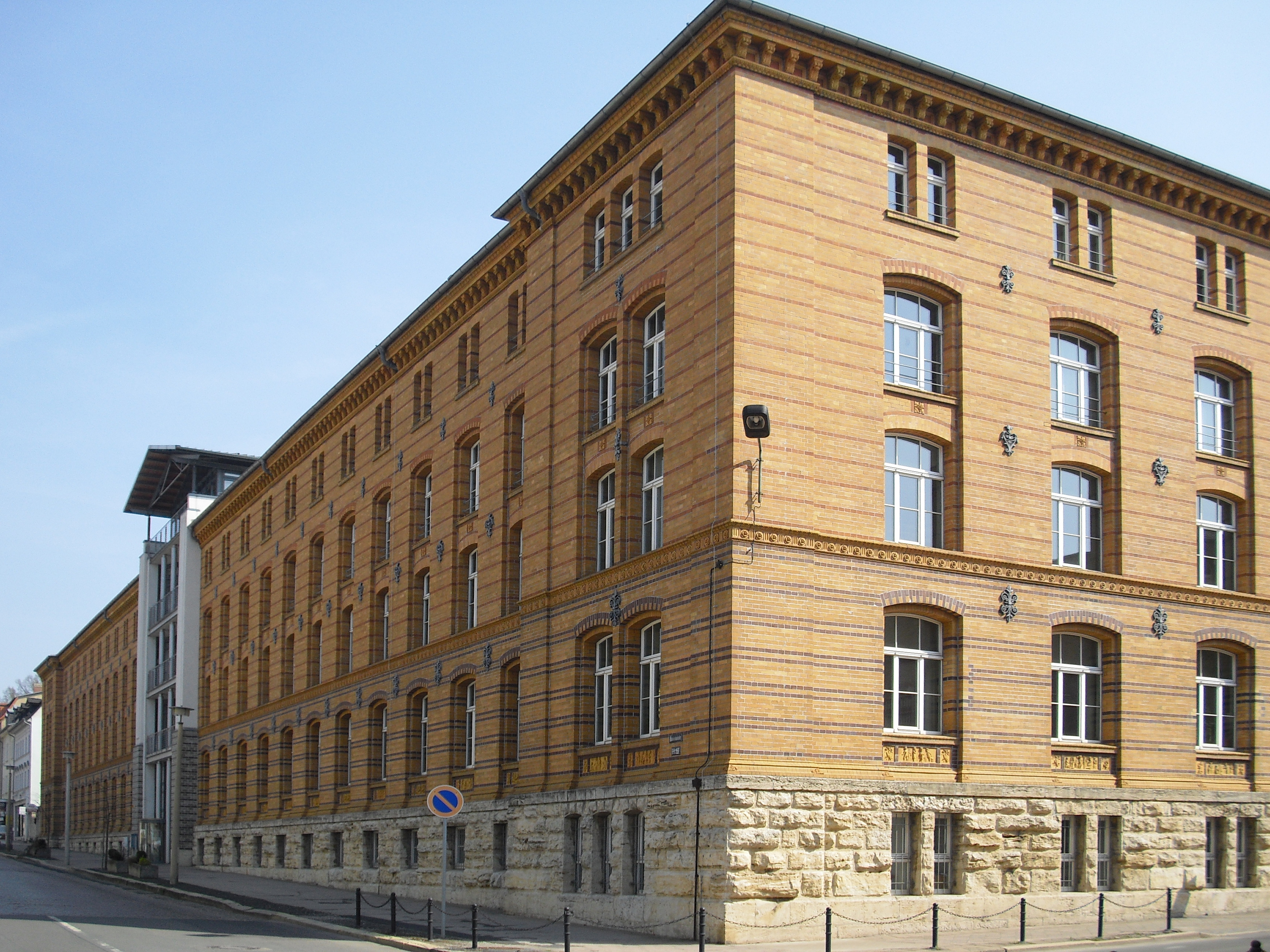
Landratsamt

Landkreis Weimarer Land is een Landkreis in de Duitse deelstaat Thüringen. De Landkreis telt 82.291 inwoners (31 december 2020) op een oppervlakte van 803,03 km². Kreisstadt is Apolda. Het gebied van de Landkreis ligt rond de stad Weimar, die als kreisfreie stad geen deel uitmaakt van de Landkreis.

## Steden en gemeenten
De volgende steden en gemeenten liggen in de Landkreis (inwoners op 31 december 2018)
| Steden ¹ deelnemende gemeente in een Verwaltungsgemeinschaft ² vervullende gemeente voor andere gemeenten 1. Apolda (22.209) 2. Bad Berka (7.520) 3. Blankenhain (6.502) 4. Buttelstedt ¹ () 5. Kranichfeld ¹ (3.340) 6. Magdala ¹ (2.019) 7. Neumark ¹ (477) Landgemeinden 1. Bad Sulza 2 (7.678) 2. Ilmtal-Weinstraße 2 (4638) | Gemeenten: 1. Eberstedt (Landgemeinde Bad Sulza) (213) 2. Großheringen (Landgemeinde Bad Sulza) (649) 3. Ködderitzsch (Landgemeinde Bad Sulza) () 4. Niedertrebra (Landgemeinde Bad Sulza) (763) 5. Obertrebra (Landgemeinde Bad Sulza) (256) 6. Rannstedt (Landgemeinde Bad Sulza) (173) 7. Saaleplatte (Landgemeinde Bad Sulza) () 8. Schmiedehausen (Landgemeinde Bad Sulza) (363) |

| 1. Verwaltungsgemeinschaft Grammetal                                                                                       | 1. Verwaltungsgemeinschaft Grammetal                                                                                             | 1. Verwaltungsgemeinschaft Grammetal                                                            |
| --- | --- | ----------------------------------------------------------------------------------------------- |
| - Bechstedtstraß () - Daasdorf a. Berge () - Hopfgarten ()                                                                 | - Isseroda* () - Mönchenholzhausen () - Niederzimmern ()                                                                         | - Nohra () - Ottstedt a. Berge () - Troistedt ()                                                |
| 2. Verwaltungsgemeinschaft Kranichfeld                                                                                     | |                                                                                                 |
| - Hohenfelden (384) - Klettbach (1.289)                                                                                    | - Kranichfeld, Stadt* (3.340) - Nauendorf (313)                                                                                  | - Rittersdorf (269) - Tonndorf (632)                                                            |
| 3. Verwaltungsgemeinschaft Mellingen                                                                                       | |                                                                                                 |
| - Buchfart (196) - Döbritschen (230) - Frankendorf (160) - Großschwabhausen (1.050) - Hammerstedt (186) - Hetschburg (249) | - Kapellendorf (432) - Kiliansroda (177) - Kleinschwabhausen (228) - Lehnstedt (345) - Magdala, Stadt (2.019) - Mechelroda (263) | - Mellingen* (1.449) - Oettern (115) - Umpferstedt (638) - Vollersroda (213) - Wiegendorf (337) |
| 4. Verwaltungsgemeinschaft Nordkreis Weimar                                                                                | |                                                                                                 |
| - Ballstedt (287) - Berlstedt* () - Buttelstedt, Stadt () - Ettersburg (685) - Großobringen () - Heichelheim ()            | - Kleinobringen () - Krautheim () - Leutenthal () - Neumark (477) - Ramsla () - Rohrbach ()                                      | - Sachsenhausen () - Schwerstedt () - Vippachedelhausen () - Wohlsborn ()                       |

## Demografie
| Peildatum             | 31.12.2009 | 31.12.2010 | 31.12.2011 | 31.12.2012 | 31.12.2013 | 31.12.2014 | 31.12.2015 | 31.12.2016 | 31.12.2017 | 31.12.2018 |            |
| --------------------- | ---------- | ---------- | ---------- | ---------- | ---------- | ---------- | ---------- | ---------- | ---------- | ---------- | ---------- |
| Inwoners              | 84.935     | 84.693     | 82.458     | 82.016     | 81.704     | 81.641     | 82.127     | 82.316     | 82.131     | 81.947     |            |
| Buitenlanders         | 1.163      | 1.255      | 1.042      | 1.108      | 1.264      | 1.515      | 2.329      | 2.677      | 2.898      | 3.004      |            |
| Aandeel buitenlanders | 1,4%       | 1,5%       | 1,3%       | 1,4%       | 1,5%       | 1,9%       | 2,8%       | 3,3%       | 3,5%       | 3,7%       |            |
| Peildatum             | 31.12.1998 | 31.12.1999 | 31.12.2000 | 31.12.2001 | 31.12.2002 | 31.12.2003 | 31.12.2004 | 31.12.2005 | 31.12.2006 | 31.12.2007 | 31.12.2008 |
| Inwoners              | 91.790     | 91.937     | 91.443     | 90.905     | 90.262     | 89.480     | 88.862     | 88.292     | 87.399     | 86.568     | 85.509     |
| Buitenlanders         | 942        | 1.046      | 1.044      | 1.111      | 1.094      | 1.098      | 1.131      | 1.152      | 1.139      | 1.189      | 1.152      |
| Aandeel buitenlanders | 1,0%       | 1,1%       | 1,1%       | 1,2%       | 1,2%       | 1,2%       | 1,3%       | 1,3%       | 1,3%       | 1,4%       | 1,3%       |